# Eduardo Mendoza
Eduardo Mendoza i Garriga, född 11 januari 1943 i Barcelona, är en spansk (katalansk) författare. Mendoza romandebuterade 1975 och blev omedelbart framgångsrik bland kritiker. Han är känd för sina samhällshistoriska skildringar av livet i Barcelona samt för sina humoristiska och parodiska berättelser. Han har skrivit både på spanska och katalanska.

## Utmärkelser
- 1975: Premio de Crítica för La verdad sobre el caso Savolta
- 1987: Premio Ciudad de Barcelona för Undrens stad
- 1988: Årets bästa bok i tidskriften Lire (Frankrike) för Undrens stad
- 1988: Finalist till Premio Grinzane Cavour (Italien) för Undrens stad
- 1988: Finalist till Prix Médicis Étranger och Prix Femina Étranger (Frankrike) för Undrens stad
- 1992: Läsarnas pris i spanska Elle för Syndaflodens år
- 1998: Prix du Meilleur livre étranger (Frankrike) för Una comedia ligera
- 2002: Årets bästa bok enligt Gremio de Libreros de Madrid för La aventura del tocador de señoras
- 2007: Premio Fundación José Manuel Lara för Mauricio o las elecciones primarias
- 2009: Premio Pluma de Plata för El asombroso viaje de Pomponio Flato
- 2010: Premio Planeta för Riña de gatos. Madrid 1936
- 2015: Franz Kafka-priset
- 2016: Miguel de Cervantes-priset

## Filmatiseringar
- 1980: I rävens ögon (La verdad sobre el caso Savolta), regi Antonio Drove
- 1981: La cripta, regi Cayetano del Real
- 1999: La ciudad de los prodigios, regi Mario Camus
- 2004: El año del diluvio, regi Jaime Chávarri